# Kouinine
Kouinine (în arabă كوينين) este o comună din provincia El Oued, Algeria.
Populația comunei este de 10.076 de locuitori (2008).